# Kovács Gyula (költő)
Miskolci Kovács Gyula (Gelej, 1839. május 5. – Gelej, 1861. augusztus 5.) magyar költő.

## Élete
1839-ben született a Borsod vármegyei Gelej községben. Édesapja Kovács Sámuel, ügyvéd, édesanyja Kun Terézia volt. Apját fiatalon elvesztette, édesanyja nevelte, aki később Szrogh Sámuel felesége lett és 67 éves korában hunyt el Gelejen, 1883-ban.
1847. szeptember 1-jén kezdte meg tanulmányait a miskolci Református Gimnáziumban és 9 évig volt az iskola tanulója. Már fiatalon érdeklődést mutatott a költészet iránt, fejből tudott számos verset, kedvencei Kazinczy, Vörösmarty és Kölcsey voltak. Kövizsgálat alkalmával már saját versét szavalta el. Költészettanára Lévay József volt, aki felismerte a fiatal fiú tehetségét és írásra buzdította. A nyolcadik gimnáziumi osztályt már Debrecenben kezdte meg, tagja volt az ottani Önképzőkörnek. Verseit a helyi diáklap is közölte, a városi lapnak is dolgozott. Bár nem foglalkozott a papi hivatás gondolatával, hittant kezdett tanulni. A helyi önképzőkörben három versével pályadíjat, valamint alkalmi költeményeivel és elhunyt diáktársak sírverseivel felhívta magára az iskola figyelmét. Élete utolsó évében a városban tanítóként is működött.
Első nyomtatásban megjelent műve Kazinczy Ferenc születésének 100. évfordulójára írt verse volt, melyet a debreceni ünnepségek alatt szavalták el. Másik költeményét a Polgári Casino 1860. április 26-án tartott ünnepélyére szintén kinyomtatták, és a el is szavalták. Csokonai kora előzményei és kölcsönhatása, iskolájának költészetünkben jellemzése és korunkig lehozása című értekezésével elnyerte a debreceni polgári Casino Kazinczy-alapítványának első díját, mely 8 arannyal párosult. Írása a Csokonai Albumban (Debrecen, 1861) jelent meg. Utolsó költeményét a szerb iskolaalapító Thököly Száva (Sava Tekelija) születésének 100. évfordulójára írta. Betegsége miatt hazautazott geleji otthonába és ott hunyt el.

## Írásai
Kovács Gyula. Emléksorok Kazinczy Ferencz százados ünnepén Debreczenben, 1859. October 27-én.
Költeményei  több lapban is megjelentek, úgymint; Vasárnapi Ujság (1859-60), Szépirodalmi Figyelő (1861-62), Divatcsarnok (1861). Bihari Péter  1862-ben a költő műveit életrajzával együtt Debrecenben adta ki. Kéziratban maradt egy útleírás és több költeménye is.
- Kovács Gyula: Az uj haza[4]
- Kovács Gyula: Távolból[halott link][5]
- Kovács Gyula: Visszapillantás[halott link][6]